# Alberto Botino
Alberto Botino foi um político brasileiro, eleito deputado federal por São Paulo na legenda do Partido Trabalhista Nacional (PTN).

## Biografia
Alberto Botino nasceu no município brasileiro de Taiúva no dia 5 de março de 1917, filho de Filomeno Botino e de Marianina Botino. Botino foi casado com Diva Borsare Botino, com quem teve dois filhos e faleceu na cidade de Jabuticabal no dia 28 de junho de 1980.